# Benito Sánchez
Benito Sánchez Postigo (Segovia, España, 17 de septiembre de 1963) es un exfutbolista español que se desempeñaba como defensa.

## Clubes
| Club            | País   | Año       |
| --------------- | ------ | --------- |
| Algeciras C. F. | España | 1983-1984 |
| Cádiz C. F.     | España | 1984-1987 |
| Elche C. F.     | España | 1987-1990 |
| C. D. Castellón | España | 1990-1992 |
| Hércules C. F.  | España | 1993-1997 |